# Paul Boudier
Paul Boudier (Lione, 4 febbraio 1919 – Antibes, 24 ottobre 2003) è stato un militare e aviatore francese, particolarmente distintosi nella seconda guerra mondiale, dove conseguì quattro vittorie accertate e una probabile. Dopo la fine del conflitto andò a lavorare come pilota collaudatore presso la Avions Marcel Dassault dove contribuì allo sviluppo dei Dassault Super Mystère, Dassault MD 450 Ouragan, Dassault MD 454 Mystère IV, Dassault MD 452 Mystère II, Dassault Étendard VI, e Dassault Etendard IVM, Dassault MD 410 Spirale e Dassault MD 415 Communauté. Trasferitosi alla compagnia aerea Air Inter sovraintese alla messa in servizio dei Vickers Viscount acquistati usati dalla Air France, del Sud Aviation Caravelle 12 e del Dassault Mercure.

## Biografia
Nacque il 4 febbraio 1919 presso l'Hôtel Dieu a Lione. Trascorse l'infanzia e la giovinezza a Bron e a Villeurbanne, andando spesso ai margini degli aeroporti della regione di Lione e a Bron in particolare. Appassionatosi al mondo dell'aviazione usufruì dell'aviazione popolare, effettuando un corso basico di addestramento al pilotaggio a Bron, dove ottenne la licenza di pilota di primo livello (numero 8966) il 16 ottobre 1937. Arruolatosi nell'Armée de l'air iniziò a frequentare la Scuola di volo di Salon nel 1937. Appena terminato l'addestramento come pilota militare, nell'agosto 1939 fu nominato sottotenente e dopo lo scoppiò la seconda guerra mondiale, e a partire dal 10 maggio 1940 fu coinvolto nella battaglia di Francia in forza al Groupe de chasse 2/5 "La Fayette" equipaggiato con i caccia statunitensi Curtiss H-75A Hawk. Tra il maggio e il giugno 1940 conseguì tre vittorie omologate e una probabile contro i Dornier Do-17 e i Messerschmitt Bf 109 della Luftwaffe.  Dopo la firma dell'armistizio di Compiègne il suo gruppo attraversò il Mediterraneo con Curtis H-75 dotati di motori inaffidabili, senza giubbetto di salvataggio Mae-West, senza gommone e con una mappa di una sola pagina ritagliata da un atlante geografico. Di stanza ad Orano, Algeria, accompagnò gli aerei inglesi al ritorno alla loro portaerei e li vide decollare di nuovo per attaccare Mers-el-Kébir per impedire alla flotta da battaglia francese (Force de Haute Mer) di consegnarsi alle autorità tedesche. Con le manovre e senza sparare un proiettile costrinse un cacciabombardiere Blackburn Skua della Fleet Air Arm ad ammarare nel Mediterraneo. Questa vittoria non fu mai rivendicata.  Il 2 settembre la sua pattuglia costrinse un bombardiere Vickers Wellington ad atterrare su una spiaggia vicino a Safi.
Quindici giorni dopo lo sbarco americano in Nord Africa, il GC 2/5 La Fayette fu riequipaggiato con i Curtiss P-40. Qui incontrò il comandante di gruppo Constantin Rozanoff ritornando poi in AFN per partecipare alla campagna di Tunisia (gennaio-maggio 1943). Nominato comandante di squadriglia nel mese di novembre, partì poi per l'Egitto come comandante del Groupe de chasse 3/3 "Ardennes", che costituì ed addestrò. Il suo gruppo partecipò a voli di protezione dei convogli navali in navigazione nel Mediterraneo. Nel maggio 1944 fu promosso capitano, partecipò all'addestramento del nuovo Groupe de chasse 1/9 Limousine,  e quindi alla campagna dell'Italia settentrionale prima di ritornare in Francia nel 1945 come vicecomandante del Groupe de chasse 2/9 "Auvergne" equipaggiato con i Republic P-47 Thunderbolt. 
Finite le ostilità, nel marzo 1946 entrò nella Scuola di guerra e trascorse sei mesi a Parigi presso lo Stato maggiore generale, e per caso, durante un viaggio in treno, apprese che alla Francia erano stati proposti 4 posti per piloti collaudatori a Boscombe Down in Inghilterra. Si candidò subito, ma alla fine fu assegnato un solo posto a Jacques Guignard.
Su raccomandazione del colonnello medico Olivier, nel gennaio 1948 entrò nel Centre d'essais en vol (CEV) di Brétigny, allora diretto dall'ingegnere Cambois e partecipò alla sessione del 1948 della Scuola del personale navigante di sperimentazione e collaudo (Ecole du Personnel Navigant d'Essais et Réceptions, EPNER), insieme a Roger Carpentier.
Presso il CEV iniziò quindi la sua carriera di pilota collaudatore volando sul Dassault MD 450 Ouragan con cui il 2 maggio 1950 ebbe un incidente a causa del blocco dei portelli della parte anteriore del carrello di atterraggio. Qui ebbe anche l'occasione di volare sul caccia tedesco Messerschmitt Me 262 effettuando un solo giro prima di effettuare un atterraggio di emergenza sottovento, con la cabina di pilotaggio piena di fumo. 
Durante il suo periodo al CEV volò, tra gli altri con Nord 1221 Norélan (di cui portò in volo il primo prototipo), SO-6020 Espadon, SO-6000 Triton, Hurricane, DH.100 Vampire, Meteor, M.25 Martinet, Ju 88 SO-95 Corse II, SO-30 Bretagne, Ju 52, SE-161 Languedoc, LeO 451, Bell P-63 Kingcobra, P-47 Thunderbolt, B-26 Marauder e MS-730 con cui atterrò in emergenza in aperta campagna dopo la rottura di una pala di un'elica.
Provò anche tutta una serie di aerei leggeri (detti "Trapanelles") del concorso indetto dallo Stato per equipaggiare gli Aero-Club. Durante un breve distacco all'Arsenal de l'Aéronautique per sostituire l'infortunato Modeste Vonner e Pierre Decroo, appena ripresosi dall'incidente sull'Arsenal VB 10, effettuò 8 o 9 voli sull'Arsenal VG 90.  Sempre al CEV conobbe Charles Monier (EPNER 1947), detto "Popoff" fin dai tempi del suo impiego al Regiment de chasse Normandie-Niemen, che presto lascerà il CEV per unirsi alla Avions Marcel Dassault. Nel 1951 fu convinto da Marcel Dassault ad entrare nella sua azienda come assistente di Rozanoff. Alla Dassault, prese attivamente parte ai collaudi degli Ouragan di pre-produzione, in particolare quelli del n. 7 dotato di motore Rolls-Royce Tay. Collaudando gli Ouragan di serie con il n. 160 durante il suo primo volo effettuò un atterraggio di emergenza sul ventre a causa del malfunzionamento del carrello di atterraggio. Volò sulla versione Ouragan destinata ad operare su piste in erba e senza preparazione e nota come "Barougan".
Dopo la morte di Charles Monier, avvenuta il 3 marzo 1953, e di Costantin Rozanoff il 3 aprile 1954, effettuo i primi voli di tutti gli aerei di pre-serie del Dassault MD 454 Mystère IVA e si assume la responsabilità dello sviluppo dell'aereo. Da parte sua, Gérard Muselli divenne responsabile del programma Mystère IV B. Il 2 marzo 1955 portò in volo per la prima volta il prototipo del Super Mystère IV B 1. Il 3 marzo, al suo quarto volo sul B 1, infranse la barriera del suono in volo orizzontale, e Marcel Dassault lo fece apparire in uniforma dell'aeronautica sulla copertina di Jours de France, il settimanale aziendale. Fu coinvolto nei test di volo del Dassault Etendard II 01 che effettuò il suo primo volo il 23 luglio 1956. Nel settembre del 1957 partecipò al concorso NATO per un aereo da supporto tattico e da combattimento ed eseguì il primo volo del Dassault Étendard IVM di pre-produzione per la Marine nationale, il 21 dicembre 1958. Fu poi impegnato a collaudare gli aerei Dassault MD 410 Spirale e Dassault MD 415 Communauté, di cui effettuò il primo volo per entrambi i prototipi.
Nel 1962 lasciò la Dassault per entrare nella compagnia aerea Air Inter, prima come istruttore e poi come capo pilota responsabile dello studio di nuove attrezzature. Partecipò alla messa in linea dei primi aerei aziendali, 5 Vickers Viscount acquistati usati dalla Air France. Partecipò attivamente alla certificazione del sistema di atterraggio ognitempo del Sud Aviation Caravelle 12. Lavorò nuovamente con la Dassault, in particolare con Jean Coureau, nel programma per il velivolo da trasporto civile Dassault Mercure, che effettuò il suo primo volo nel 1971, entrò in servizio presso Air Inter nel 1974. Nel 1975 andò in pensione ritirandosi a vita privata ad Antibes. Aveva già pubblicato due libri: nel 1955 Ils ont reconquis notre ciel per le éditions Amiot–Dumont, e nel 1957 Essais en Vol per le éditions du Livre Contemporain, scritto in collaborazione con Leonard Bridgeman (Douglas Skyrocket e Douglas X-3 Stiletto) e Neville Duke (Hawker Hunter). Si spense ad Antibes il 24 ottobre 2003.

### Annotazioni
1. ↑  Secondo lui, l'episodio di Mers-el-Kébir ebbe un effetto catastrofico sul morale di una cinquantina di persone, piloti da caccia, ufficiali e sottufficiali, che volevano andare in Inghilterra e rinunciarono immediatamente al loro progetto.

### Fonti
1. 1 2 3 4 5 6 7 8 9 10 11 12 13 14 15 16 17 18 19 20 21  Shlada.
2. 1 2 3 4 5 6 7 8 9 10 11 12 13 14  Dassault Aviation.
3. 1 2 3 4  Marck 1995, p. 139.
4. 1 2  Thetartanterror.
5. ↑  Cuny 2004, p. 54.
6. ↑  Cuny 2004, p. 193.
7. ↑  Cuny 1980, p. 48.
8. ↑  Cuny 1980, p. 160.
9. ↑  Cuny 1980, p. 193.
10. ↑  Cuny 1980, p. 291.
11. 1 2  Cuny 1980, p. 320.